# Tadeusz Strzelczyk
Tadeusz Strzelczyk, ps. Władek, Robert (ur. 4 kwietnia 1904 w Łodzi, zm.?) – podpułkownik, uczestnik II wojny światowej w szeregach Armii Ludowej, komendant wojewódzki MO w Białymstoku.

## Życiorys
Syn Andrzeja i Marianny Strzelczyków. Młodszy brat Józefa. Członek: Związku Młodzieży Komunistycznej, Komunistycznej Partii Polski, Polskiej Partii Robotniczej i Polskiej Zjednoczonej Partii Robotniczej. W czasie II wojny światowej był partyzantem Armii Ludowej. W Milicji Obywatelskiej pełnił funkcję komendanta KW MO w Białymstoku (od 28 stycznia 1945) a następnie szefa Biura Rejestracji Cudzoziemców w MG MO w Warszawie (od 20 sierpnia 1947). Jako kapitan, uchwałą Prezydium Krajowej Rady Narodowej z 10 października 1945 został odznaczony Orderem Odrodzenia Polski V klasy. Orderem Virtuti Militari został odznaczony po awansie na stopień majora. Awans na podpułkownika otrzymał przed 9 lutego 1948.

## Ordery i odznaczenia
- Krzyż Kawalerski Orderu Odrodzenia Polski (10 października 1945)[3]
- Krzyż Srebrny Orderu Virtuti Militari (4 października 1946)[4]